# فيكتور غرايسون
ألبرت فيكتور غرايسون (ولد في 5 سبتمبر 1881، اختفى في 28 سبتمبر 1920) كان سياسيًا اشتراكيًا إنجليزيًا في أوائل القرن العشرين، ينتمي إلى حزب العمل المستقل. كان عضوًا في البرلمان من عام 1907 حتى عام 1910، اشتُهر بانتصاره الاستثنائي في الانتخابات الفرعية في دائرة كولن فالي الانتخابية عام 1907، واختفائه غير المبرر في عام 1920.

## سنواته المبكرة
ولد ألبرت فيكتور غرايسون في ليفربول، وهو الابن السابع لويليام غرايسون، وهو نجار من يوركشاير، وإليزابيث كريغ، وهي اسكتلندية. أصبح مهندسًا متدربًا في بوتل. انضم غرايسون إلى حزب العمال المستقل وأنهى جولة في البلاد ملقيًا محاضرات، وأصبح خطيبًا معروفًا رغم معاناته من التلعثم. عام 1907، ترشح لحزب العمل المستقل في انتخابات كولن فالي الفرعية، بعد أن رُشح من قبل رابطة عمال كولن فالي. حقق انتصارًا استثنائيًا، على الرغم من أن النتائج كانت متقاربة. حصل غرايسون على بدل من حزب العمل المستقل لكنه رفض التوقيع على دستور حزب العمال.
خضع غرايسون لتقييم مُضحك من قبل ونستون تشرشل في عام 1908: «استندت اشتراكية العصر المسيحي إلى فكرة أن «كل ما يخصني ملكك»، لكن اشتراكية السيد غرايسون تستند إلى فكرة أن «كل ما يخصك ملكي»». عندما كتب فلاديمير لينين عن غرايسون في مقال عن السياسة البريطانية الراديكالية في صحيفة برافدا، أشار إلى أن غرايسون كان «اشتراكيًا شرسًا للغاية، ولكن لم تكن لديه مبادئ راسخة، وكان يروج لعبارات مضللة.»
نادرًا ما حضر غرايسون اجتماعات مجلس العموم وبدأ يدمن شرب الكحول. بعد أن فقد مقعده في الانتخابات العامة في يناير عام 1910، وفشل في الاحتفاظ بإيداعه عند ترشيحه لكيننجتون، تابع جولات إلقاء المحاضرات لكنه عانى من انهيار عصبي في عام 1913. استبعد غرايسون لاحقًا العديد من زملائه اليساريين من خلال دعم مشاركة بريطانيا في الحرب العالمية الأولى وتوظيف مهاراته الخطابية في تجنيد الجنود. خدم لفترة وجيزة في جيش نيوزيلندا وأُصيب. بعد الحرب، حاول غرايسون استعادة حياته السياسية.

## فضيحة الأوسمة
في عام 1918، طلب السير بازل طومسون، رئيس الفرع الخاص، من موندي غريغوري التجسس على غرايسون، مشتبهًا في أنه يعمل وكيلًا للحكومة الشيوعية الجديدة في روسيا أو للجيش الجمهوري الأيرلندي. اكتشف غرايسون أن غريغوري كان يتجسس عليه، وبمساعدة بعض الأصدقاء المهمين، اكتشف أن رئيس الوزراء ديفيد لويد جورج كان يستخدم غريغوري لبيع الأوسمة السياسية.
في اجتماع عام في ليفربول، اتهم غرايسون لويد جورج ببيع الأوسمة مقابل 10,000 - 40,000 جنيه إسترليني. قال: «بيع الأوسمة هذا فضيحة وطنية. يمكن تتبعه مباشرة إلى 10 داوننغ ستريت، وإلى رجل متأنق بنظّارة ذات عدسة واحدة يملك مكاتب في وايت هول. أعرف هذا الرجل، وفي يوم من الأيام سأشي باسمه». سمحت ملاحظة غرايسون «رجل متأنق بنظّارة ذات عدسة واحدة» لغريغوري بمعرفة أنه في خطر التعرض للانكشاف. في بداية سبتمبر عام 1920، تعرض غرايسون للضرب في شارع ستراند. ربما كانت هذه محاولة لتخويفه، لكنه استمر في تهديده بتسمية الرجل الذي يقف وراء النظام الفاسد.

## اختفاؤه
بحلول عام 1920، كان غرايسون يعيش في جناح غرف باهظ الثمن في بيكاديللي، رغم أنه كان يحصل على دخل متواضع من أعمال صحافية أحيانًا. يظن كاتب السير الذاتية ديفيد كلارك أن غرايسون انخرط في عمليات ابتزاز لتمويل نمط حياته الفخم بعد أن استبعد الاشتراكيين والنقابات العمالية.
في 28 سبتمبر عام 1920، خرج غرايسون لاحتساء الكحول مع أصدقائه عندما تلقى رسالة هاتفية. أخبر أصدقاءه أنه يجب عليه الذهاب إلى فندق كوين في ليستر سكوير وسيعود قريبًا. لكنه لم يعد.